# پراتوم (اورگن)
پراتوم (به انگلیسی: Pratum) یک منطقهٔ مسکونی در ایالات متحده آمریکا است که در شهرستان ماریون، اورگن واقع شده‌است.